# Rudolf Arnold
Rudolf Arnold (?–?) világbajnok osztrák birkózó és kötélhúzó.
Az 1904-es birkózó-világbajnokságon aranyérmes lett nehézsúlyú kötött fogású számban.
Az 1906. évi nyári olimpiai játékokon indult kötélhúzásban. Egyenes kieséses volt a verseny. Az első körben kikaptak a görögöktől, majd a bronzmérkőzésen szintén kikaptak a svédektől.
Indult még birkózásban, nehézsúlyban. Ebben a számban 7. lett.